# 1984年の横浜大洋ホエールズ
1984年の横浜大洋ホエールズ（1984ねんのよこはまたいようホエールズ）では、1984年の横浜大洋ホエールズにおける動向をまとめる。
1984年の横浜大洋ホエールズは、関根潤三監督の3年目のシーズンである。

## 概要
5位・3位とくれば次は優勝のはずだったチームだが、前年Aクラス入りの原動力となった主軸打者のジム・トレーシーが関根監督と起用法を巡って造反し開幕後に退団。打線の核を失ったチームは4月を8勝11敗で開幕ダッシュに失敗すると、5月以降はBクラスに定着。さらにヤクルトが6月に土橋正幸新監督を就任させてから盛り返すとヤクルトとの差が縮まり、8月23日からの10連敗で最下位に転落。10月4日には広島戦で先発の関根浩史が2点のリードを守れず広島の4番・山本浩二に逆転3ランを打たれてこれが決勝点となり、その後反撃できず最後は広島の優勝を許した。最終的に優勝の広島に30.5ゲーム付けられ、4位の阪神には7.5ゲームを付けられて1981年以来の最下位に沈んだ。ベテラン平松政次が衰えた投手陣はエースの遠藤一彦が孤軍奮闘し、関根浩や金沢次男もローテーションを守るものの防御率がやや高めで、チーム防御率も4.55のリーグ5位だった。打撃陣では田代富雄、レオン・リー、屋鋪要、高木豊の活躍が目立っただけで後は不振に終わり、チーム本塁打は100本で最下位と、上位3チームに大きく水をあけられた。その一方で盗塁数は1961年以来23年ぶりの100盗塁（110盗塁）を記録し、スーパーカートリオの台頭を印象付けた。正捕手はシーズン前半を加藤俊夫、後半は若菜嘉晴が起用された。対戦成績では阪神・ヤクルトに12勝12敗2分で健闘したものの、上位3チームには大きく負け越した。シーズン終了後、関根監督は最下位の責任を取り3年で辞任。またエース平松とベテラン捕手辻恭彦が引退しかつての正捕手福嶋久晃も自由契約となった。

## チーム成績

### レギュラーシーズン
| 1 | 遊 | 高木豊     |
| 2 | 二 | 基満男     |
| 3 | 左 | 長崎慶一   |
| 4 | 一 | レオン     |
| 5 | 三 | 田代富雄   |
| 6 | 右 | トレーシー |
| 7 | 捕 | 加藤俊夫   |
| 8 | 中 | 屋鋪要     |
| 9 | 投 | 遠藤一彦   |

| 順位 | 4月終了時 | 4月終了時 | 5月終了時 | 5月終了時 | 6月終了時 | 6月終了時 | 7月終了時 | 7月終了時 | 8月終了時 | 8月終了時 | 最終成績 | 最終成績 |
| ---- | --------- | --------- | --------- | --------- | --------- | --------- | --------- | --------- | --------- | --------- | -------- | -------- |
| 1位  | 広島      | --        | 広島      | --        | 広島      | --        | 中日      | --        | 中日      | --        | 広島     | --       |
| 2位  | 中日      | 5.0       | 中日      | 0.5       | 中日      | 0.5       | 広島      | 1.0       | 広島      | 1.0       | 中日     | 3.0      |
| 3位  | 阪神      | 6.0       | 阪神      | 5.5       | 巨人      | 9.5       | 巨人      | 9.0       | 巨人      | 9.5       | 巨人     | 8.5      |
| 4位  | 大洋      | 7.5       | 大洋      | 8.0       | 阪神      | 10.5      | 阪神      | 11.0      | 阪神      | 18.5      | 阪神     | 23.0     |
| 5位  | 巨人      | 8.5       | 巨人      | 8.0       | 大洋      | 14.5      | 大洋      | 20.0      | ヤクルト  | 21.5      | ヤクルト | 25.0     |
| 6位  | ヤクルト  | 9.0       | ヤクルト  | 14.0      | ヤクルト  | 19.0      | ヤクルト  | 22.0      | 大洋      | 24.5      | 大洋     | 30.5     |

| 順位 | 球団               | 勝 | 敗 | 分 | 勝率 | 差   |
| 1位  | 広島東洋カープ     | 75 | 45 | 10 | .625 | 優勝 |
| 2位  | 中日ドラゴンズ     | 73 | 49 | 8  | .598 | 3.0  |
| 3位  | 読売ジャイアンツ   | 67 | 54 | 9  | .554 | 8.5  |
| 4位  | 阪神タイガース     | 53 | 69 | 8  | .434 | 23.0 |
| 5位  | ヤクルトスワローズ | 51 | 71 | 8  | .418 | 25.0 |
| 6位  | 横浜大洋ホエールズ | 46 | 77 | 7  | .374 | 30.5 |

## オールスターゲーム1984
- コーチ

関根潤三
- 監督推薦

遠藤一彦
高木豊

## 表彰選手
| リーグ・リーダー | リーグ・リーダー | リーグ・リーダー | リーグ・リーダー |
| 選手名           | タイトル         | 成績             | 回数             |
| ---------------- | ---------------- | ---------------- | ---------------- |
| 高木豊           | 盗塁王           | 56個             | 初受賞           |
| 遠藤一彦         | 最多勝利         | 17勝             | 2年連続2度目     |
| 遠藤一彦         | 最多奪三振       | 208個            | 2年連続2度目     |

| ベストナイン         | ベストナイン | ベストナイン |
| -------------------- | ------------ | ------------ |
| 選出なし             |              |              |
| ダイヤモンドグラブ賞 |              |              |
| 選手名               | ポジション   | 回数         |
| 屋鋪要               | 外野手       | 初受賞       |

## ドラフト
| 順位 | 選手名     | ポジション | 所属           | 結果                 |
| ---- | ---------- | ---------- | -------------- | -------------------- |
| 1位  | 竹田光訓   | 投手       | 明治大学       | 入団                 |
| 2位  | 日野善朗   | 内野手     | 新日本製鐵大分 | 入団                 |
| 3位  | 蒲谷和茂   | 投手       | 関東学院六浦高 | 拒否・東芝入社       |
| 4位  | 長谷川国利 | 外野手     | 東海大学       | 入団                 |
| 5位  | 杉浦幸二   | 投手       | 碧南工業高     | 入団                 |
| 6位  | 岡本哲司   | 捕手       | 神戸製鋼       | 翌年シーズン後に入団 |